# 宋世良
宋世良，字元友，广平郡列人县（今河北省邯郸市肥乡区）人，南北朝时期北魏末年至北齐官员、军事人物，宋毓之子，宋药師之孙。伯父宋翻，叔父宋世景、宋叔集、宋道璵。
宋世良早年跟随在南兖州任职的伯父宋翻，屡立战功。魏孝庄帝为扳倒尔朱荣，要求临淮王元彧出兵上洛，当时在梁郡的元彧却以生病为由拒不从命，还从南兖州召来宋世良担任都督。宋世良献上三条计策并主动请缨前往上洛，然而元彧并未采纳。不久后，宋世良出任殿中侍御史，负责核查黄河以北地区的户口，查获了大量流民。在返回洛阳途中，他在汲郡城附近看到许多骸骨，于是发文给当地州郡，要求将这些遗骸全部收敛安葬。回到洛阳后，孝庄帝对他的功绩予以嘉奖。后来，宋世良被任命为清河郡太守。他才智出众，尤其擅长治理地方，到任不久便声名远扬。清河郡东南有一处名为曲堤的地方，成姓家族在此聚居，众多盗贼也汇集于此，当时的人流传着“宁愿渡海去东吴的会稽，也不从成公的曲堤过” 的说法，可见当地治安极差。宋世良到任后实施了八条制度，盗贼们纷纷逃往其他地区。百姓们歌谣传唱：“曲堤地势险要，对盗贼又有何益处？不过是宋公暗中采取措施留下的痕迹罢了。”北齐天保年间实行大赦，而清河郡因狱中无一名囚犯，官吏们只是奉命拜受诏书而已。当时监狱里长出了稻苗，还长满了桃树和蓬蒿，官署大门终日冷清，再也没有前来诉讼的人。有位名叫丁金刚的老人，在宋世良面前哭着说：“我已九十岁了，记得三十五任太守的治理情况。您并非只有善政，更有着彻底的清廉。如今要是失去您这样贤明的长官，百姓们可该怎么办啊？” 后来，宋世良转任东郡太守，在任上去世，被追赠信州刺史之职。他的编撰著作有《字略》五篇、《宋氏别录》十卷。其子宋伯宗，曾任侍御史，喜好学问，著述颇丰。北齐灭亡后，不再为官，于隋朝大业初年在家中去世。第五子宋朝基，过继给其叔父宋世轨为后。